# Terniwka (obwód żytomierski)
Terniwka (ukr. Тернівка) – wieś na Ukrainie, w obwodzie żytomierskim, w rejonie zwiahelskim, w hromadzie Jaruń. W 2001 liczyła 459 mieszkańców, spośród których 457 wskazało jako ojczysty język ukraiński, a 2 rosyjski.